# Авторська лялька
Авторська лялька — художня лялька, створена конкретним автором (авторкою), яка є унікальним, продуманим до дрібниць образом, ручною роботою з використанням різних матеріалів і авторських прийомів.
Призначення авторської ляльки — естетичне задоволення, декор інтер'єру, подарунок. Може стати сімейною реліквією, що передається між поколіннями.
Великий тлумачний словник сучасної української мови: лялька — дитяча іграшка у вигляді фігурки людини. Макет фігури якої-небудь істоти, зроблений з будь-якого матеріалу.
Від самого початку лялька була дитячою іграшкою, з якою віддавна гралися дівчата. Адже для маленької дівчинки гра з лялькою була і залишається однією з нагальних потреб, оскільки є проявом материнського інстинкту.
Однак сьогодні стає очевидним, що лялька може бути не тільки іграшкою, а й витвором мистецтва на рівні з творами скульптури, живопису тощо. Підтвердженням цьому є мистецтво створення авторської ляльки, яке існує і розвивається по всьому світі.

## Історія
Перша художня лялька в єдиному екземплярі була створена у Франції у 1881 році відомим художником Едгаром Дега. Вона була восковою статуеткою, зодягнутою у справжню сукню з тканини. Маленька танцівниця («Petite Danseuse»), так назвав її художник, була показана широкому загалу в Парижі на виставці імпресіоністів.
Відомо, що порцелянові ляльки, популярні у XVI — XVII ст.ст., виготовлялися в Англії, Франції та Німеччині.
Довгий час у всьому світі колекціонери цінували й захоплювалися лише антикварними ляльками, але в кінці XX століття сучасні майстри авторської ляльки почали створювати нові шедеври лялькового мистецтва, які наразі мають величезну колекційну цінність для колекціонерів з усіх куточків світу.

## Сучасна авторська лялька
Особливість сучасної авторської ляльки в тому, що вона є цілісним образом, який продуманий і втілений художником до найтонших деталей костюму і ляльки в цілому. Така лялька має свою назву, історію. Споглядаючи цей витвір можна побачити його настрій і характер. В такий твір вкладена душа лялькового майстра.
Кожна колекційна лялька має маркування з іменем автора або назви фірми-виробника, лімітації (загального тиражу) і порядкового номера екземпляра. Таку печатку зазвичай ставлять на спину або на потилицю ляльки.

## Ляльковий сертифікат
Колекційна лялька має свій сертифікат з такою інформацією на ньому: автор, лімітація, номер екземпляра (або вказівка на його одиничність), матеріали, з яких зроблена лялька і особистий підпис майстра.

## Матеріали, з яких виготовляється авторська лялька
Сучасні художні ляльки можуть бути виконані з класичного порцеляну, сучасних пластиків і навіть текстилю (тканини).
Якщо говорити про сучасні пластики, то їх існує безліч. Вони поділяються на два види, такі, що тверднуть на повітрі (paperclay, das, sculpt dry, darwi, aero) і ті, які потребують запікання в печі або звичайній духовці (fimo, cernit).

## Категорії авторської ляльки
До першої категорії належать унікальні ляльки, «one-of-a-kind», що створюються в єдиному екземплярі і є неповторними. Такі ляльки — витвори мистецтва. Відповідно і ціна на такі шедеври не мала, а саме від 500 до 1 500 доларів. Але це не межа, в окремих випадках авторська лялька може вартувати 50 000 доларів.
Друга категорія ляльок виготовляється обмеженими тиражами («limited edition»). Автор сам приймає рішення про кількість ляльок, що він збирається виготовити і зазначає цю інформацію в щорічному каталозі (від 3 до 20 штук, максимальна кількість — 50 штук). Після відливання заявленої кількості екземплярів, форма в якій відливали ляльок, урочисто розбивається в присутності свідків. Це робиться для того, щоб колекціонер був упевнений в тому, що він придбав оригінальну ляльку. Слід зазначити, що такі лімітовані ляльки виготовляються в основному з порцеляну. Вартість таких ляльок коливається від 1 000 до 15 000 доларів.
Цікаво відмітити, що авторові авторської ляльки не обов'язково самому виготовляти свій шедевр. Він може вигідно продати свою ідею у вигляді ескізу або дизайнерського рішення фірмі-виробнику, яка виготовить ляльки обмеженими партіями. В цьому випадку тиражі можуть бути великі, від 250 до 5 000 екземплярів, і відповідно ціни будуть коливатися від 100 до 1 500 доларів. Такі ляльки, незважаючи на велику кількість екземплярів, користуються попитом серед колекціонерів.
Сьогодні, у світі лялькового мистецтва, досить розповсюдженим є виготовлення точних копій старовинних ляльок відомих фірм, які стали антикварними. Такі точні копії називаються репліканти. Але репліканти не є підробками. В сертифікаті репліканта вказується дані про антикварний оригінал. Ціни на такі ляльки в межах від 1 500 до 5 000 доларів.
Також дуже популярним є виготовлення портретних ляльок. Багато хто з майстрів створює портретні ляльки відомих особистостей. Популярними персонажами є відомі політики, актори. Образами портретної ляльки можуть стати і пересічні люди, наприклад, коли їхні рідні чи друзі захочуть зробити їм ексклюзивний подарунок. Слід сказати, що створення портретної ляльки вважається особливо складним видом у мистецтві виготовлення авторської ляльки.

## Майстерність виготовлення
Навчитися виготовляти авторську ляльку сьогодні може кожен. Адже сучасні художники проводять курси або майстер-класи з виготовлення авторської ляльки, де їх відвідувачі навчаються майстерності виготовлення цих маленьких шедеврів.
Авторська лялька поєднує у собі багато видів мистецтва: скульптура, художній розпис, виготовлення одягу, навички роботи з деревом, металом, вовною та іншими матеріалами.
Щоб виготовити справжній шедевр лялькового мистецтва майстер повинен вміло і гармонійно поєднати в ляльці ідею з її втіленням, передати емоції й характер свого творіння. Слід пам'ятати, що тільки та лялька по-справжньому торкає душу та зачіпає тремтливі струни людського серця, яка сама зроблена з душею.

## Міжнародні виставки авторської ляльки
Мистецтво авторської ляльки набуває популярності в Україні з кожним роком. Важливу роль в розвитку цього мистецтва відіграють великі тематичні виставкові Салони, ярмарки та фестивалі. Першим, найбільшим та найзначущим заходом, присвяченим мистецтву авторської ляльки в Україні є Міжнародний Салон авторської ляльки «Київська казка», який збирає у своїй виставковій програмі понад 400 найкращих авторів з різних країн світу та цілу низку майстер-класів та лекцій від визнаних авторів.